# Enurmino
Enurmino (russisch Энурмино; tschuktschisch Иннурмин, Энурмин) ist ein Dorf (selo) im Autonomen Kreis der Tschuktschen (Russland) mit 301 Einwohnern (Stand 14. Oktober 2010).

## Geographie
Der Ort liegt etwa 550 km Luftlinie nordöstlich des Kreisverwaltungszentrums Anadyr auf der Tschuktschen-Halbinsel an der Küste der Tschuktschensee, eines Randmeeres des Arktischen Ozeans, auf einer Nehrung, die den Lagunensee Enurmikynmangkak vom offenen Meer trennt. Einige Kilometer nordwestlich des Ortes ragt das Kap Netten (Нэттэн) ins Meer, östlich eine Halbinsel mit dem 440 m hohen Gipfel Tykgagetan und dem vorgelagerten Kap Kitsetun, russisch auch Serdze-Kamen, übersetzt „Herz-Felsen“.
Enurmino gehört zum Rajon Tschukotski und befindet sich etwa 160 km nordnordwestlich von dessen Verwaltungszentrum Lawrentija. Es ist die einzige Ortschaft der gleichnamigen Landgemeinde (selskoje posselenije). Fast alle Einwohner des Ortes sind Tschuktschen.

## Geschichte
Das Dorf entstand unweit einer alten tschuktschischen Ansiedlung am Kap Netten, wo zunächst eine Polarstation errichtet wurde, ab Anfang der 1930er-Jahre. Der tschuktschische Ortsname Innurmin bedeutet etwa „hinter den Hügeln gelegen“. Er bezieht sich auf das unmittelbare Hinterland des Dorfes, den nordwestlichsten Punkt der Tschuktschen-Halbinsel, an dem Berge so dicht an die Küste herantreten, während in westlicher Richtung über das 50 km entfernte Nachbardorf Neschkan hinaus in Küstennähe eine vielerort sumpfige Ebene dominiert. 

## Verkehr
Enurmino ist nicht an das Straßennetz angeschlossen. Das Anlegen größerer Schiffe wird vom flachen Wasser in der Bucht vor dem Dorf verhindert. Der Ort wird regelmäßig per Hubschrauber aus dem Rajonzentrum Lawrentija auf der Route weiter nach Neschkan angeflogen.